# Monodelphis glirina
Monodelphis glirina is een zoogdier uit de familie van de Opossums (Didelphidae). De wetenschappelijke naam van de soort werd voor het eerst geldig gepubliceerd door Johann Andreas Wagner in 1842.

## Voorkomen
De soort komt voor van centraal Brazilië tot noordelijk Bolivia.